# Rooms-katholieke begraafplaats Drieboomlaan
De Rooms-katholieke begraafplaats Drieboomlaan is een begraafplaats in de Noord-Hollandse stad Hoorn. De begraafplaats is een gemeentelijk monument en eigendom van de Rooms-katholieke Heilige Matteüsparochie in Hoorn. De op de begraafplaats gebouwde kapel en het oudste deel van de begraafplaats zelf, zijn ontworpen door Adrianus Bleijs. Tussen 2000 en 2002 werden de kapel, de toegangsbrug en het hardstenen kruis op het priestergraf gerestaureerd. De kapel op de begraafplaats is een van de twee bouwwerken binnen de gemeente Hoorn met Oegstgeester dakpannen. Het enige andere bouwwerk is De Kroot op de hoek van het Breed en de Kleine Noord.

## Geschiedenis
In 1808 werd door de Franse regering begraven in de kerk verboden. Echter, pas in 1828 kwam ook Gedeputeerde Staten hier officieel mee, waarvoor de gemeente Hoorn een jaar eerder de Algemene Begraafplaats aan het Keern had geopend. Op deze begraafplaats kwamen ook graven voor alle gezindten. Het katholieke deel werd ook officieel gewijd. De pastoor was echter van mening dat het katholieke deel niet goed aangegeven stond en omdat hij er niks over te vertellen had, konden er ook ongewenste mensen begraven worden. Om tegen te gaan dat er meer zondaars en ongedoopten in gewijde grond begraven zouden worden, moest er een nieuwe begraafplaats komen. Een nieuwe begraafplaats werd eerst afgewezen op grond van inkomstenderving voor de gemeente en daarna omdat de brug die de Koepoortsweg en de Drieboomlaan verbond niet geschikt was voor paard-en-wagen. In 1871 werden gemeente en parochie het eens: de parochie moest de gemeente elk jaar 25 gulden betalen voor circa 45 begrafenissen. De grond werd gekocht van Johannes Bleijs, vader van de architect Adrianus Bleijs. De begraafplaats werd in 1881 in opzet gewijzigd en uitgebreid. Een tweede uitbreiding volgde in 1887 en een derde in 1914.
De begraafplaats is omsloten door een sloot, waardoor het grafveld alleen toegankelijk is via een brug met hek. Deze staan recht tegenover de kapel en het priestergraf. Om dit priestergraf heen bevinden de graven van de burgers zich in een halve cirkel. Dit oorspronkelijke deel is het oudste deel van de begraafplaats. De kapel behoorde in eerste instantie niet tot het ontwerp, deze kwam pas na een oproep en een collecte bij de parochianen.
Na opening van de Algemene Begraafplaats Berkhouterweg raakte deze aan de Drieboomlaan enigszins in verval. Op de nieuwe begraafplaats was namelijk ook weer een deel ingericht voor de katholieke bewoners. In de jaren 1980 volgde een opleving, waarna de gemeente stelde dat de tarieven voor de graven wel gelijkgesteld moesten worden aan die van de gemeente. Op de begraafplaats zijn drie bomen aangewezen als monumentale bomen, het gaat om een witte paardenkastanje en twee platanen.
Op de begraafplaats zijn Twee Nederlandse Oorlogsgraven: Willem van der Velden en Johannes Willem Gerver.

## Kapel
In 1872 was er behoefte aan een nieuwe kapel, de bouwkosten werden geraamd op fl 2.400, maar de parochie wist slechts fl 1.400 op te halen bij collectes.
De kapel werd tussen 2000 en 2002 gerestaureerd. Tijdens deze restauratie werden de goten, het dak en het plafond vervangen. De originele Oegstgeester dakpannen werden vervangen door een partij Oegstgeester dakpannen uit Schagen. Tijdens deze restauratie werden ook twee heilige putjes gevonden. Deze heilige putjes dienden ervoor om overtollige wijwater en hosties niet in het riool te hoeven gooien. Vermoedelijk zijn ze ook, of misschien eigenlijk, esthetisch bedoeld; de putjes zorgen namelijk voor symmetrie. De originele kleuren rood en roze werden aan de binnenkant niet teruggebracht.
Bij de bouw werden in de muren van de kapel horizontale banden ingemetseld om de muren te verstevigen. Een band werd op ongeveer 80 centimeter boven de grond geplaatst en de ander net boven de vensters. De band net boven de vensters werd bij de restauratie verwijderd omdat deze was gaan roesten en stenen uit de muren begon te drukken. De oude glas-in-loodramen zijn door Bleijs ontworpen, deze zijn verloren gegaan. De nieuwe ramen zijn ontworpen op basis van teruggevonden stukjes glas van het oude roosvenster.

## Foto's

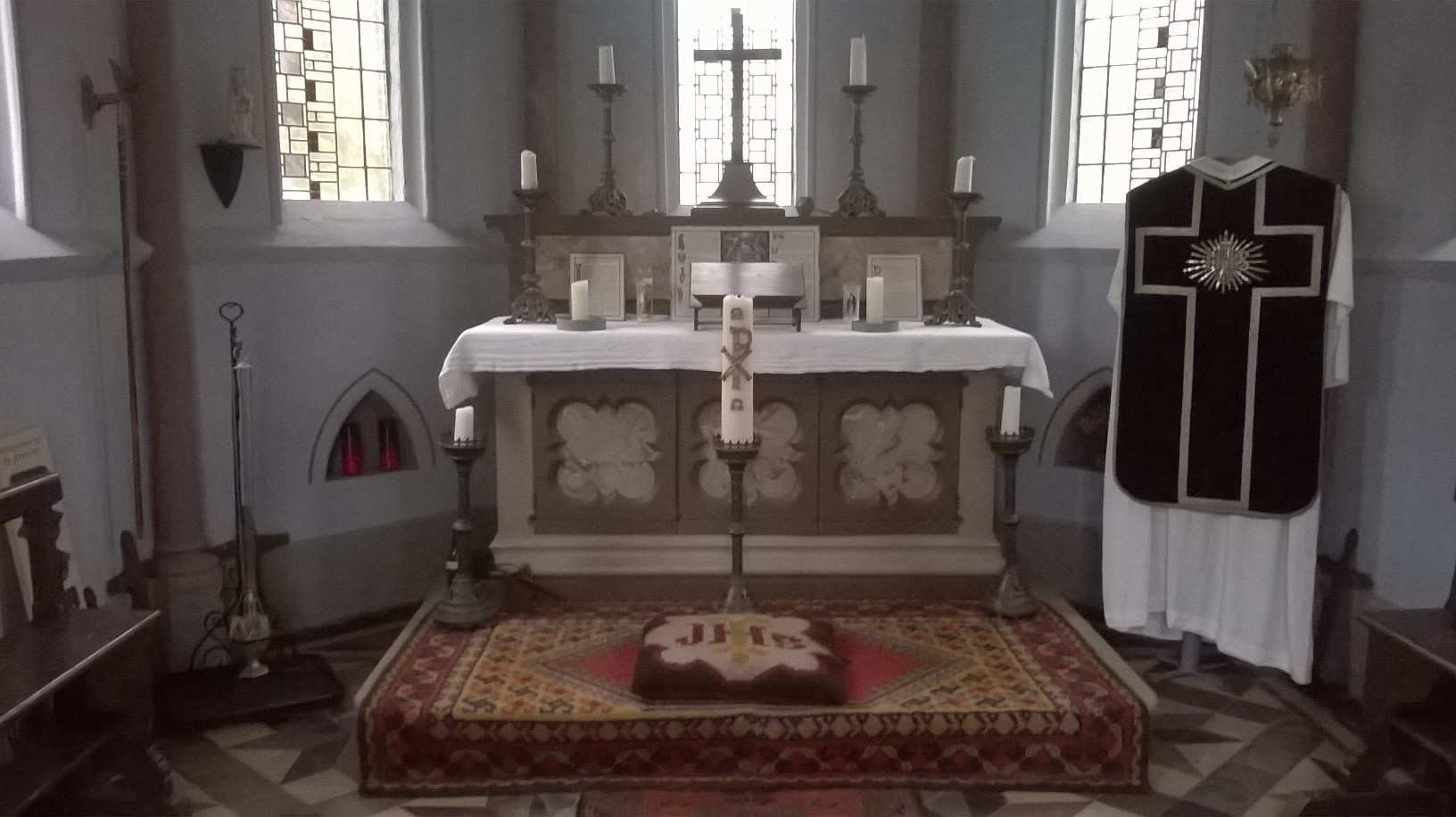
Het interieur van de kapel
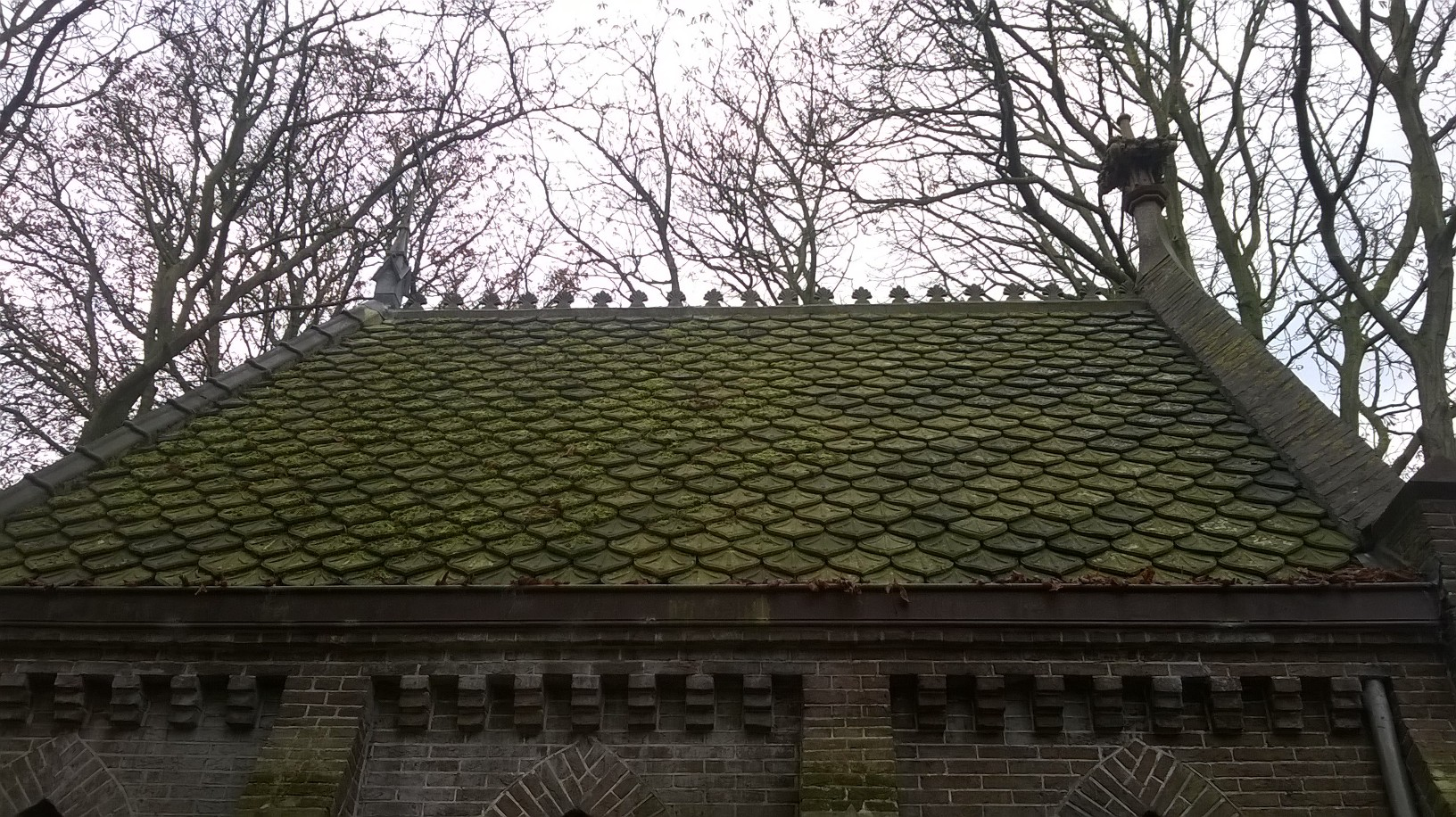
De Oegstgeester dakpannen op de kapel
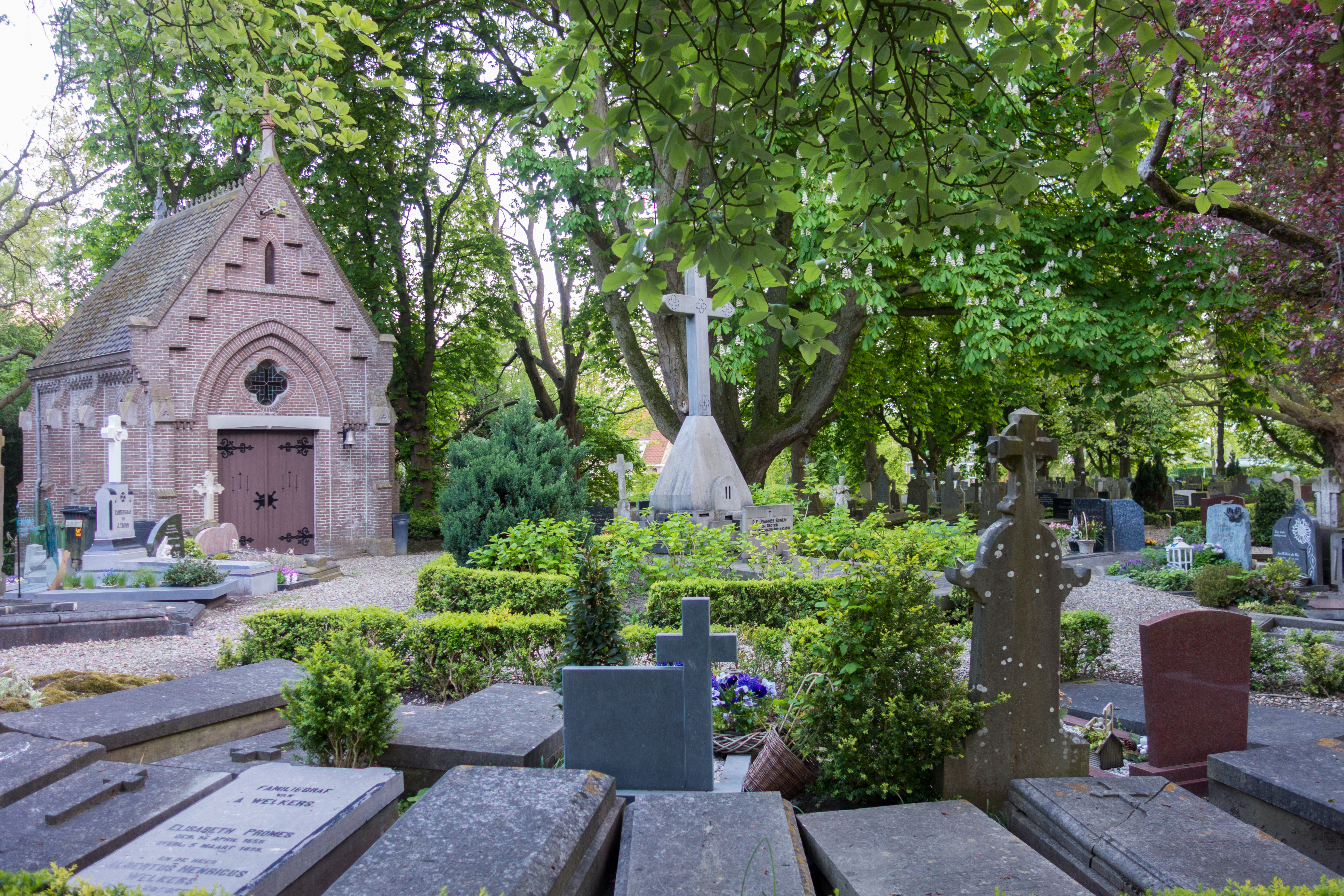
Overzicht van de begraafplaats waarin de rond lopende graven zichtbaar zijn
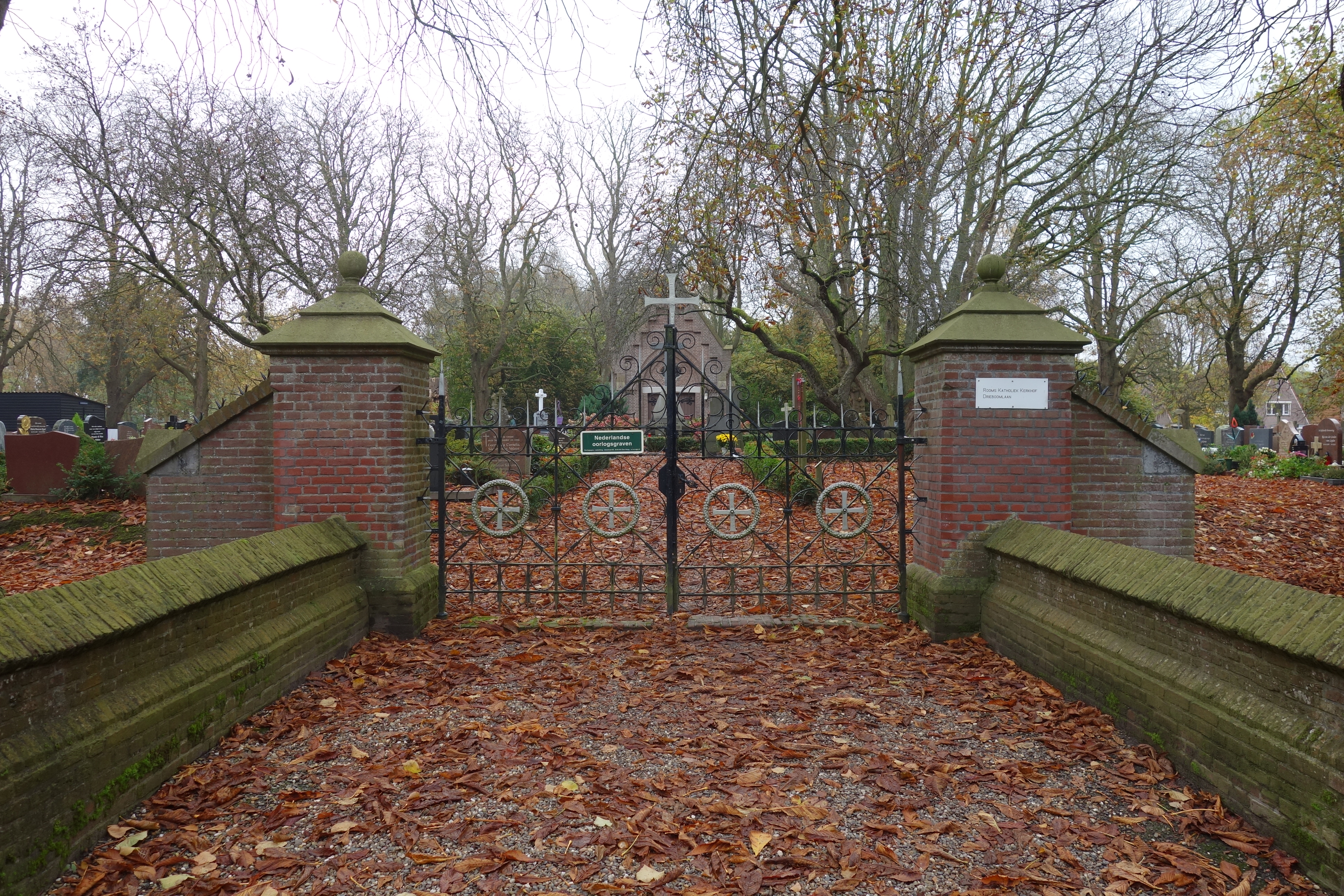
Brug met hek voor de begraafplaats
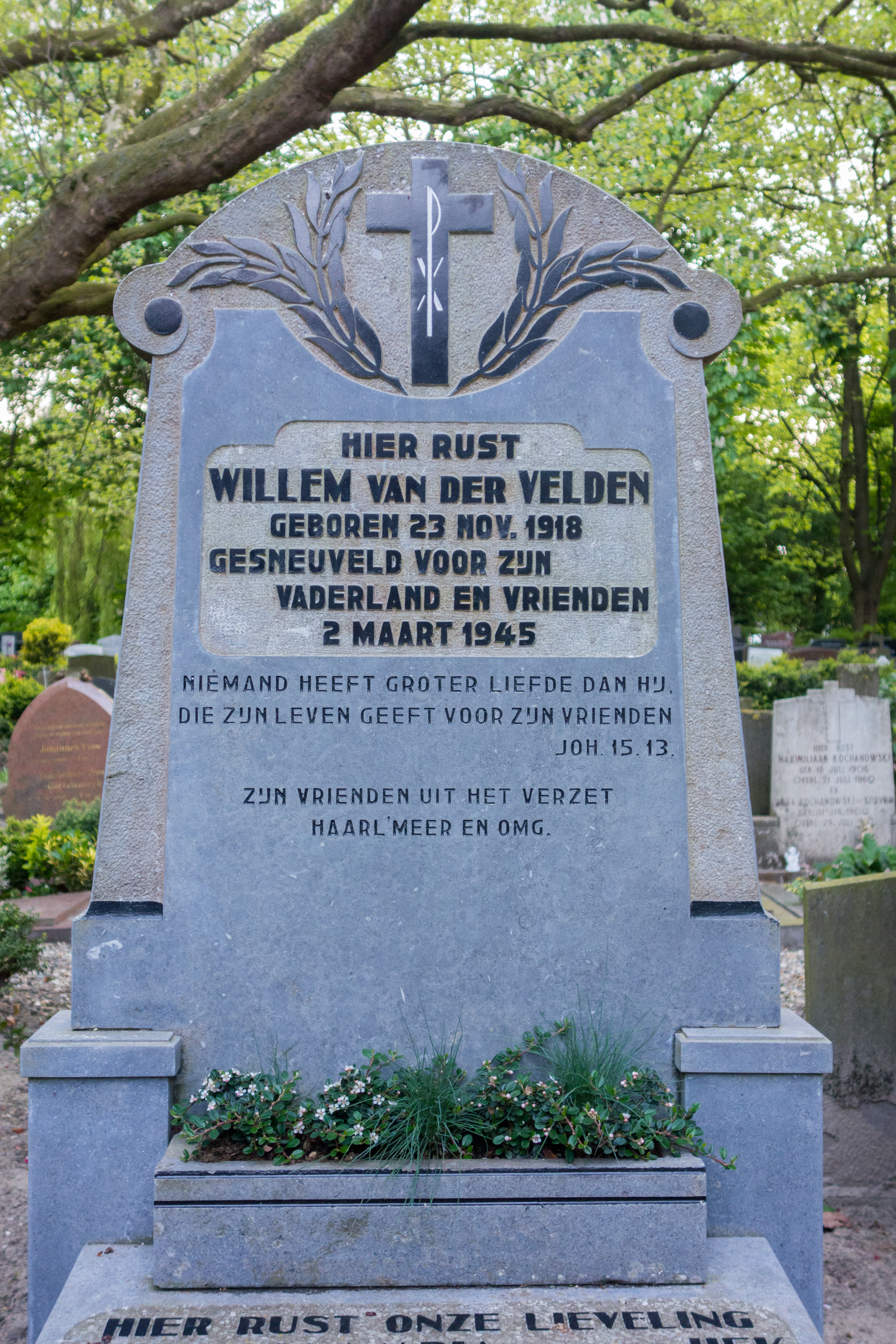
Het graf van Willem van der Velden